# Saint-Lunaire
Saint-Lunaire település Franciaországban, Ille-et-Vilaine megyében. Lakosainak száma 2647 fő (2022. január 1.). Saint-Lunaire Dinard, Pleurtuit és Saint-Briac-sur-Mer községekkel határos.

## Népesség
A település népessége az elmúlt években az alábbi módon változott:
| Lakosok száma | 1578 | 2020 | 2163 | 2307 | 2287 | 2276 | 2356 | 2460 | 2500 | 2647 |
|               | 1968 | 1982 | 1990 | 2006 | 2013 | 2015 | 2017 | 2019 | 2020 | 2022 |